# رباب عرافي
رباب عرافي هي عداءة مغربية من مواليد 12 يناير 1991 .

## الإنجازات
| التاريخ | المنافسة                   | المكان     | النتيجة                | المسافة  |
| ------- | -------------------------- | ---------- | ---------------------- | -------- |
| 2012    | بطولة أفريقيا لألعاب القوى | بورتو نوفو | ميدالية ذهبية          | 1500 متر |
| 2014    | بطولة أفريقيا لألعاب القوى | مراكش      | ميدالية برونزية        | 1500 متر |
| 2015    | بطولة العالم لألعاب القوى  | بيكين      | المرتبة التاسعة        | 1500 متر |
| 2015    | بطولة العالم لألعاب القوى  | بيكين      | المرتبة الرابعة        | 800 متر  |
| 2017    | بطولة العالم لألعاب القوى  | لندن       | المرتبة الثامنة عالميا | 1500 متر |

## وصلات خارجية
- رباب عرافي على موقع الاتحاد الدولي لألعاب القوى (الإنجليزية)
- رباب عرافي على موقع الدوري الماسي (الإنجليزية)
- رباب عرافي على موقع اللجنة الأولمبية الدولية (الإنجليزية)
- رباب عرافي على موقع أوليمبيديا (الإنجليزية)
- رباب عرافي على موقع اللجنة الأولمبية المغربية (الفرنسية)